# アーレンザ (小惑星)
アーレンザ (950 Ahrensa) は小惑星帯に位置する小惑星である。ハイデルベルクのケーニッヒシュトゥール天文台でカール・ラインムートによって発見された。
発見者の友人のアーレンス家にちなんで命名された。